# Ludwig Maximilian von Rigal-Grunland

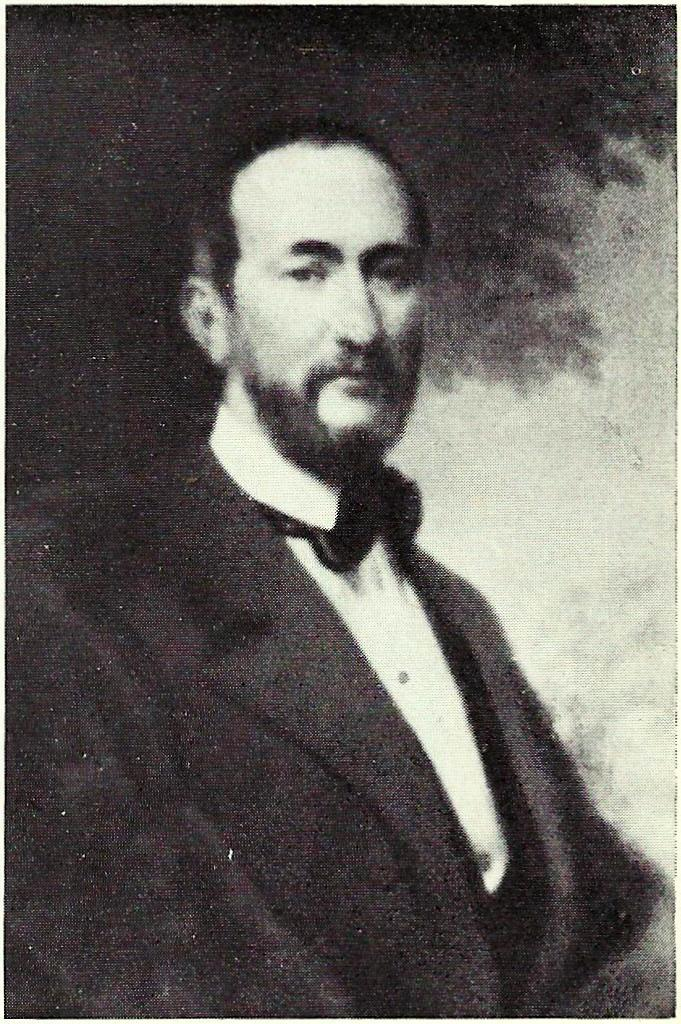
Ludwig Maximilian von Rigal-Grunland

Ludwig Maximilian Freiherr von Rigal-Grunland (geboren als Louis Maximilien; * 25. Februar 1809 in Krefeld; † 27. Oktober 1885 in Bonn) war ein deutscher Unternehmer.

## Leben
Von Rigal-Grunland entstammte einer seit dem 17. Jahrhundert nachweislichen Hugenottenfamilie, die nach dem Edikt von Fontainebleau (1685) in die Schweiz geflohen war und sich um 1699 in Neuhaldensleben bei Magdeburg niedergelassen hatte. Ludwig Maximilians Urgroßvater Jean Pierre Rigal (1688–1769) hatte dort die Produktion von Seidenstrümpfen begonnen. Sein Großvater, der kurfürstlich-pfälzische Hofkammerrat Louis Maximilian Rigal (1748–1830), hatte um 1799 die Tochter eines der maßgeblichen Seidenfabrikanten in Krefeld, Maria Sibylle (auch Sibylla) Heydweiller (1752–1789) geheiratet. Dort war er als Teilhaber in das Unternehmen des Schwiegervaters eingetreten und hatte um 1808 eine eigene Firma (L.M. Rigal) gegründet, die schließlich Ludwig Maximilians Vater Franz Heinrich Rigal (1785–1852) leitete. In Krefeld heiratete er Henriette Sybille (auch Sibylla) Heydweiller (1789–1869), Ludwig Maximilians Mutter, über die sein Vater in den Besitz des Ritterguts Grunland in der Bürgermeisterei Orsoy gelangte und damit – wie bereits zuvor in den Adelsstand – in den Freiherrnstand erhoben wurde. Dort lebte die Familie im Sommer, während sie die Wintermonate in Krefeld verbrachte.:44
Ludwig Maximilian, geboren im Rigalschen Haus (Friedrichstraße 40) in Krefeld, erhielt zunächst Hausunterricht und besuchte später das evangelische Gymnasium in Moers. Es folgten längere Aufenthalte in Frankreich und den Vereinigten Staaten. 1845 übernahm er die väterliche Seidenwarenfabrik in Krefeld, verkaufte sie jedoch bereits 1847. Im Jahr zuvor hatte sich sein Vater Franz Heinrich von Rigal in Bonn niedergelassen, wo er eine neuerbaute Villa am Rheinufer bezog. Ludwig Maximilian folgte seinem Vater wenig später nach Bonn, wo er sich im benachbarten Godesberg 1849 nach den Wünschen seiner damaligen Frau Melanie als Sommersitz die palaisähnliche Villa Schloss Rigal (Kurfürstenallee 12) erbauen ließ. Zu dem Besitz gehörte eine kleine Landwirtschaft mit Ökonomiegebäude, Obstplantagen und einem Park.:44 Am Rande des Grundstücks ließ von Rigal-Grunland von 1856 bis 1858 als Privatkapelle und erstes evangelisches Gotteshaus in Godesberg die sogenannte Rigal’sche Kapelle erbauen, die er zwei Jahre später der evangelischen Gemeinde schenkte. 1859 stiftete er 10.000 und 1860 nochmals 2.000 Taler für die Gründung einer eigenständigen evangelischen Kirchengemeinde Godesberg, die – durch diese Stiftungen erst ermöglicht – im Jahr darauf erfolgte.:89 f. Die Winter verbrachte das Ehepaar in Paris oder Berlin.:88 Spätestens nach dem Tod seiner Mutter 1869 bezog von Rigal-Grunland mit seiner Familie die vormalige Villa seiner Eltern am Bonner Rheinufer (zuletzt Coblenzerstraße 59). Der Haushalt bestand im Jahre 1871 aus der vierköpfigen Familie und einem fünfköpfigen Personal.:44
Nach von Rigal-Grunland benannt ist in Bad Godesberg die Rigal’sche Wiese unterhalb der Villa „Schloss Rigal“, die von 1984 bis 1999 Residenz des Botschafters der Volksrepublik China war und seinerzeit zur Unterbringung der Botschaftskanzlei um angrenzende Gebäude erweitert wurde (→ Botschaft der Volksrepublik China (Bonn)).
Öffentliche Ämter und Mitgliedschaften
Von Rigal-Grunland war auf Grund seines erblichen Besitzes des Ritterguts Grunland einer von 25 Vertretern der Ritterschaft im Provinziallandtag der Rheinprovinz. Dort bekleidete er von 1858 bis 1861 das Amt des Vize-Landtagsmarschalls. Zudem war er auf „allerhöchstem Vertrauen“ des Königs Mitglied des Preußischen Herrenhauses auf Lebenszeit. Seit 1859 war von Rigal-Grunland Ehrenritter des Johanniterordens. Am 24. Juni 1862 erfolgte der Ritterschlag durch den Herrenmeister des Ordens zum Rechtsritter. In der Rheinischen Provinzial-Genossenschaft des Johanniterordens hatte er zunächst das Amt des Schatzmeisters inne, bevor er 1867 zum Kommendator ernannt wurde.
In Bad Godesberg war von Rigal-Grunland Mitglied des Gemeinderates und zeitweise stellvertretender Bürgermeister. Darüber hinaus gehörte er zu den fünf Gründungsmitgliedern des 1869 ins Leben gerufenen Verschönerungs-Vereins Godesberg, aus dem der heutige Verein für Heimatpflege und Heimatgeschichte Bad Godesberg e.V. entstand.

## Auszeichnungen
- 1861: Roter Adlerorden 3. Klasse[6]

## Familie
Ludwig Maximilian war in erster seit 1845 mit Caroline Melanie von Creutzer (1819–1863) verheiratet. Die Ehe blieb kinderlos. Nach dem Tod seiner ersten Frau ging Rigal-Grunland 1865 eine zweite Ehe mit Minna von Klengel (1838–1918) ein, aus der der Sohn Franz (1867–1944) und die Tochter Maria von Rigal (1868–1946) hervorgingen. Maria, Ehrendame des bayerischen Theresienordens, ehelichte 1891 in Bad Godesberg den kaiserlichen Wirklichen Geheimen Rat Karl von Schlözer. Erbe als Fideikommissherr wurde ihr Bruder, Franz Freiherr von Rigal-Grunland. Franz heiratete dreimal. Seine drei Kinder Marie Margarete, Franz-Heinrich und Roberta, somit die Enkel des Ludwig, stammen aus der 1901 in Cambridge geschlossenen Beziehung mit Roberta Nutall of Tittour.